# The Voynich Hotel
The Voynich Hotel (яп. ヴォイニッチホテル Войнитти хотэру, «Отель „Войнич“») — манга, написанная и проиллюстрированная Сэйманом Доманом. Публиковалась в журнале Young Champion Retsu издательства Akita Shoten с октября 2006 по март 2015 года и была издана в трёх томах-танкобонах.

## Сюжет
Бывший член якудза Кудзуки Тайдзо (яп. クズキ・タイゾウ Кудзуки Тайдзо:) пытается залечь на дно от преследующих его наёмных убийц и останавливается в необычном отеле «Войнич», находящимся на небольшом тихоокеанском острове. Управляющим отеля является Кандрэ Умэда (яп. カンドレイ・ウメダ Кандорэй Умэда), высокий мужчина, носящий маску рестлера. Персонал отеля состоит из поварихи Эмилии (яп. エミリア Эмириа) и двух горничных — Елены (яп. エレナ Эрэна) и Белуны (яп. ベルナ Бэруна), которые на самом деле являются не теми, кем кажутся. Сюжет манги подан в виде коротких историй, рассказывающих о персонале и постояльцах отеля, а также о жителях острова.

## Выпуск
The Voynich Hotel, написанная и проиллюстрированная Сэйманом Доманом, начала публиковаться 17 октября 2006 года в третьем выпуске журнала Young Champion Retsu издательства Akita Shoten. Манга была завершена 18 марта 2015 года в четвёртом выпуске журнала. Отдельно от журнала главы манги были скомпонованы в три тома-танкобона. Первый том поступил в продажу 19 ноября 2010 года, третий и последний — 20 мая 2015 года.
В сентябре 2017 года американское издательство Seven Seas Entertainment объявило о приобретении прав на публикацию манги на английском языке.

### Список томов
| №  | Дата публикации    | ISBN                   |
| -- | ------------------ | ---------------------- |
| 01 | 19 ноября 2010 г.  | ISBN 978-4-2532-5571-4 |
| 02 | 20 февраля 2013 г. | ISBN 978-4-2532-5572-1 |
| 03 | 20 мая 2015 г.     | ISBN 978-4-2532-5573-8 |

## Приём
По данным на май 2015 года было продано 21 650 копий третьего тома манги. В июне этого же года The Voynich Hotel заняла пятое место в ежемесячном списке лучших работ в манге, рекомендованных сайтом Kono Manga ga Sugoi! для читателей-мужчин.
Ребекка Сильверман с сайта Anime News Network поставила первому тому манги оценку «B», похвалив персонажей и место действия, однако критически отозвалась об откровенном контенте и «слишком нарочитой» мистике, написав в заключение: «Нарочито эксцентричная, с явным намеком на [песню] „Hotel California“, эта серия заставит вас предаться размышлениям — даже если это ответ на простой вопрос „Что я только что прочитал?“».